# چارلز لوید
چارلز لوید (انگلیسی: Charles Lloyd؛ زادهٔ ۱۵ مارس ۱۹۳۸) موسیقی‌دان و نوازنده سبک جاز اهل ایالات متحده آمریکا است. اگر چه او بیشتر ساکسوفون تنور و فلوت می‌نوازد، اما آثاری را نیز با دیگر سازهای بادی از جمله ساکسوفون آلتو و تاروگاتو مجارستانی ضبط کرده است.
وی از سال ۱۹۵۹ میلادی تاکنون مشغول فعالیت هنری است.